# Juan Pablo Cantero
Juan Pablo Cantero (Paraná, Entre Ríos, 10 de septiembre de 1982) es un jugador profesional de baloncesto argentino, que se desempeña en la posición de base en Rowing de la Asociación Paranaense de Básquet de Argentina.

## Trayectoria
Sus primeros pasos en el baloncesto los dio en el Club La Unión de Colón, Entre Ríos, su provincia natal, participando en el Torneo Nacional de Ascenso, segunda categoría del baloncesto argentino. Vistió también las camisetas de Echagüe y Sionista, antes de partir hacia Italia, para jugar en el Dinamo Basket Sassari de la Legadue.
Tras una temporada en el club fue cedido al RB Montecatini Terme, de la misma categoría. Al finalizar un año en el equipo, decidió retornar a Argentina para jugar en Sionista de Paraná. Su debut en la Liga Nacional de Básquet fue el 5 de octubre de 2007 frente a Quimsa y promedió 11.2 puntos y 3.2 asistencias. En su segunda temporada, donde el club llegó a semifinales de la liga promedió 13.2 puntos y 4.1 asistencias y su desempeño le valió entrar al mejor quinteto y el premio al Jugador de Mayor Progreso. Además, su rendimiento hizo que sea convocado por Sergio Hernández a la selección argentina para disputar la Copa Tuto Marchand y el Premundial de 2009. 
Para la Liga Nacional de Básquet 2009-10 firmó con Atenas de Córdoba, y tuvo la posibilidad de participar en el Torneo InterLigas 2010 y la Liga de las Américas 2009-10. Atenas llegó a la final de la liga nacional pero cayó ante Peñarol de Mar del Plata y Cantero partió a jugar el Campeonato Sudamericano de Baloncesto de 2010 con la selección Argentina. En agosto, previo al Campeonato Mundial de Baloncesto de 2010 a disputarse en Turquía, un desgarro en el isquiotibial izquierdo provocó que Cantero quede afuera del Mundial, en el cual iba a ser el base suplente de Pablo Prigioni.
Luego de un paso por Libertad de Sunchales en la que participó del Torneo Interligas de Básquet 2011, firmó con Lanús, donde el 29 de enero de 2012 sufrió la rotura del tendón rotuliano. Esta lesión lo mantuvo fuera de las canchas durante 8 meses, cuando pudo volver a jugar pero ahora con la camiseta de Quimsa. A mediados de 2013 inició su tercer ciclo en Sionista. A mitad de temporada, sufrió nuevamente una lesión, que lo mantuvo relegado durante un poco más de un mes.
Tras participar un año en la liga con Sionista, realizó un nuevo paso por Lanús, para después firmar con San Martín de Corrientes. Tras un año en el club, firmó con Atenas de Córdoba.
Luego tuvo un paso por Olimpia Kings de Paraguay y por Benfica de Portugal, y en 2019 llegó a Peñarol de Mar del Plata.
En abril de 2025 volvió a jugar para Rowing en el torneo oficial de la Asociación Paranaense de Básquet, haciendo así su regreso al club donde se formó como jugador de baloncesto.

### Clubes
| Club                       | País      | Año             |
| -------------------------- | --------- | --------------- |
| La Unión de Colón          | Argentina | 2001-2002       |
| Echagüe                    | Argentina | 2002-2003       |
| La Unión de Colón          | Argentina | 2003-2004       |
| Sionista                   | Argentina | 2004-2005       |
| Dinamo Basket Sassari      | Italia    | 2005-2006       |
| RB Montecatini Terme       | Italia    | 2006-2007       |
| Sionista                   | Argentina | 2007-2009       |
| Atenas                     | Argentina | 2009-2010       |
| Libertad de Sunchales      | Argentina | 2010-2011       |
| Lanús                      | Argentina | 2011-2012       |
| Quimsa                     | Argentina | 2012-2013       |
| Sionista                   | Argentina | 2013-2015       |
| Lanús                      | Argentina | 2015-2016       |
| San Martín de Corrientes   | Argentina | 2016-2017       |
| Atenas                     | Argentina | 2017-2018       |
| Olimpia Kings              | Paraguay  | 2018            |
| SL Benfica                 | Portugal  | 2018-2019       |
| Peñarol                    | Argentina | 2019-2020       |
| Fastbreak del Valle        | Colombia  | 2020            |
| Comunicaciones de Mercedes | Argentina | 2021            |
| Caribbean Storm Islands    | Colombia  | 2021            |
| Unión de Santa Fe          | Argentina | 2022-2023       |
| Orange                     | Ecuador   | 2023            |
| Ferro                      | Argentina | 2024            |
| Olimpia Kings              | Paraguay  | 2024            |
| Rowing                     | Argentina | 2025 - presente |

## Selección nacional
Su primera participación con la Selección de baloncesto de Argentina fue en la Copa Tuto Marchand de 2009. Su debut en un torneo oficial se dio en el Premundial 2009 disputado en Puerto Rico, frente a la selección de baloncesto de Venezuela. El año siguiente fue convocado al Campeonato Sudamericano de Baloncesto de 2010, donde su combinado se quedó con el segundo puesto.

## Palmarés

### Selección nacional
- Campeonato FIBA Américas de 2009: .
- Campeonato Sudamericano de Baloncesto de 2010: .

### Consideraciones personales
- Mejor quinteto de la LNB: 2008-09.
- Jugador de Mayor Progreso de la LNB: 2008-09.
- Mejor Sexto Hombre de la LNB: 2009-10.